# Услуги преисподней стоят дорого
«Тыквоголовый 3: Услуги преисподней стоят дорого» (англ. Pumpkinhead: Ashes to Ashes; также известен под названием «Адская месть 3: Прах к праху») — фильм ужасов режиссёра Джейка Уэста, третий фильм тетралогии «Тыквоголовый». Премьера фильма состоялась 28 октября 2006 года.

## Сюжет
Доктор, патологоанатом и владелец похоронного бюро в одном лице Док Фрейзер честно выполняет свою работу и уважаем в городе. Однако никто не знает о том, что он делает с трупами. Фрейзер использует части тел покойников для пластических операций, а также для продажи на чёрном рынке. Помогают ему в этом деле его родственники Бун Уоллсе и сестра-наркоманка. Однажды Бун, избавляясь от очередного трупа в болотах, сталкивается с заблудившимся человеком. Его привозят в похоронное бюро Фрейзера, где его усыпляют и вырезают почку. Далее по отработанной схеме человека положено было утопить, но он выжил. Вскоре в городе случился полицейский рейд, в котором также участвовали добровольцы. В лесу, находящемся неподалёку от города, было обнаружено множество трупов, членов банды Фрейзера арестовали, однако на самого Фрейзера подозрения не пали. Родственники убитых недовольны и хотят отыскать организатора, для этого четверо человек направляются к ведьме, дом которой находится на тыквенном поле. Ведьма призывает демона, который должен отомстить за все смерти.

## В ролях
| Актёр            | Роль            |
| ---------------- | --------------- |
| Даг Брэдли       | Док Фрейзер     |
| Лэнс Хенриксен   | Эд Харли        |
| Дуглас Робертс   | Бун Уоллес      |
| Лиза МакАллистер | Далия Уоллес    |
| Тесс Панцер      | Молли Сью Аллен |

## Связь с другими частями серии
Основной связующей составляющей фильма с прошлыми частями серии является вызванный демон-тыквоголовый, облик которого практически не изменился, а также сохранилась его связь с вызвавшим его человеком.
Однако, в этой части демон стал более агрессивным, и теперь он может убить не только помеченных и тех, кто мешает ему добраться до жертв, но и случайных людей, не связанных с вендеттой.
Также в фильме встречаются персонажи первой части — Эд Харли, ставший Тыквоголовым демоном и Бад Уоллес, мальчик, помогавший жертвам из первой части

## Художественные особенности
Основная масса спецэффектов фильма создана без использования компьютерных эффектов, что, вкупе с низким бюджетом фильма, создаёт эстетику фильмов ужасов середины и конца 80-х годов.Однако, вопреки сказанному, фильм не обошли и компьютерные технологии, которые были задействованы в нескольких сценах.

### Убийства в фильме
Убийства в фильме совершает, помимо Дока Фрейзера и его банды, в основном вызванный ведьмой демон-тыквоголовый. Среди последних имеются: перерезание горла человека когтями, сжимание и сдавливание головы обеими лапами, протыкание насквозь тела металлическим штырём, бросание тела об стену и т. д.